# Klobbudden, Borgå
Klobbudden är en udde i Finland.   Den ligger i den ekonomiska regionen  Borgå  och landskapet Nyland, i den södra delen av landet, 40 km öster om huvudstaden Helsingfors.
Terrängen inåt land är platt. Havet är nära Klobbudden söderut.  Närmaste större samhälle är Borgå, 10,2 km norr om Klobbudden. I omgivningarna runt Klobbudden växer i huvudsak blandskog.